# LHS 1140 b
LHS 1140 b est une exoplanète rocheuse, massive et dense, en orbite dans la zone habitable de la naine rouge LHS 1140. Découverte en 2017 par le projet MEarth, LHS 1140 b est près de sept fois plus massive que la Terre et présente un rayon de 1,4 fois celui de la Terre, ce qui la place dans la catégorie des super-Terres. Elle pourrait être une planète-océan dont sa densité laisse déjà supposer qu'elle puisse être recouverte d'eau, à hauteur de 9 à 19 % de sa masse. C'est l'une des planètes les plus denses connues en 2017, avec une densité deux fois supérieure à celle de la Terre, et une gravité à sa surface élevée d'environ 3,25 g. LHS 1140 b orbite entièrement dans la zone habitable de son étoile et capte l'équivalent de 41 % du flux incident terrestre. La planète est à seulement quarante années-lumière et transite devant son étoile, ce qui en fait une excellente candidate pour les futures études atmosphériques à partir de télescopes terrestres et spatiaux.

## Caractéristiques

### Dimensions et composition
LHS 1140 b a été détectée par la méthode des vitesses radiales, qui mesure la masse d'un objet compagnon, et celle de la photométrie de transits, qui détermine le rayon. Pour cette raison, LHS 1140 b est l'une des très rares exoplanètes potentiellement habitables dont la masse et le rayon sont déterminés, les autres gravitant toutes autour de l'étoile TRAPPIST-1. Le rayon de la planète est bien déterminé par une valeur de 1,43 ± 0,10 rayon terrestre, soit environ 9 110 km. C'est l'une des plus petites valeurs du rayon pour toutes les planètes potentiellement habitables connues ; il est semblable à celui de Kepler-62 f. Utilisant le spectrographe HARPS installé sur le télescope de 3,6 mètres de l'ESO, à l'observatoire de La Silla au Chili, l'équipe des découvreurs a pu déterminer que la masse de LHS 1140 b vaut 6,65 M⊕ avec une incertitude de 1,82 M⊕. Si elle devait avoir une composition semblable à la Terre, la masse de la planète serait plutôt proche de 3 M⊕. La masse volumique de LHS 1140 b a été évaluée aux environs de 12,5 g/cm3, soit plus de deux fois la masse volumique de la Terre, l'une des masses volumiques les plus élevées jamais observées pour une planète rocheuse. Cela lui donne une gravité de surface de 3,25 fois celle de la Terre, valeur plus élevée même que celle de Jupiter. Pour échapper à la gravité de LHS 1140 b, un engin devrait se déplacer à 24 km/s, soit près de 87 000 km/h par heure. La densité incroyablement élevée de LHS 1140 b suggère une composition riche en fer, avec un noyau de fer-nickel représentant jusqu'à 75 % de la masse totale de la planète. À titre de comparaison, le noyau de la Terre représente environ 33 % de sa masse et celui de Mercure environ 55 % de sa masse.
Des études en 2018 et 2020 ont révisé le rayon de la planète à la hausse, réduisant du même coup sa masse volumique à 7,82+0,98
 −0,88 g/cm3, toujours compatible avec une composition rocheuse, mais avec une fraction de masse moindre pour le noyau : 49 ± 7 %. L'étude de 2020 suggère également qu'environ 4 % de la masse de la planète est constituée d'eau, suggérant qu'il pourrait s'agir d'une planète-océan avec un océan d'une profondeur estimée à 779 ± 650 km.
La masse et le rayon de la planète, et par suite sa densité, sont révisées début 2024 par Cadieux et al. : LHS 1140 b aurait une masse de 5,60 ± 0,19 M⊕, un rayon de 1,730 ± 0,025 R⊕ et une densité de 5,9 ± 0,3. Cette densité apparente nettement inférieure à celle attendue pour un intérieur rocheux semblable à la Terre suggérait que LHS 1140 b pouvait être soit une mini-Neptune avec une petite enveloppe d'hydrogène et d'hélium (∼0,1 % en masse, ~10 % du rayon) ou une planète océan (9 à 19 % d'eau en masse). À titre de comparaison, l'eau représente 0,02 % de la masse de la Terre. En décembre 2023, le télescope spatial James Webb (JWST) et son instrument NIRISS (en) démontrent que la planète n'a pas ou n'a plus d'enveloppe d'hydrogène et d'hélium, un résultat confirmé indépendamment par NIRSpec (en), un autre instrument du JWST. La densité relativement faible de la planète est donc due à une couche d'eau, bien plus épaisse que sur Terre. Compte tenu de la distance entre la planète et son étoile, cette eau a toutes les chances de se trouver au moins en partie sous forme liquide, formant des océans en surface ou en subsurface de la planète,. Dans l'hypothèse où LHS1140b possèderait une atmosphère semblable à celle de la Terre, les simulations numériques de son climat indiquent en effet pour son océan une température de surface de l'ordre de 30 °C.

### Orbite et température
LHS 1140 b fait une révolution autour de son étoile en 24,737 jours, une durée beaucoup plus courte que l'année terrestre (un peu plus de 365 jours). Son rayon orbital est de 0,087 5 unité astronomique. Bien que la distance à son étoile soit assez faible, l'étoile LHS 1140 est si peu lumineuse que la planète ne reçoit à cette distance de son étoile que 0,41 fois le flux incident reçu par la Terre. En supposant un albédo nul, LHS 1140 b aurait une température d'équilibre de 230 K (−43,15 °C), qu'on peut comparer aux 255 K (−18,15 °C) de la Terre. Si LHS 1140 b présentait un albédo similaire à celui de la Terre, la température d'équilibre serait encore plus basse : 201 K (−72,15 °C). Cependant, en supposant un effet de serre sur LHS 1140 b aussi fort que sur Terre, la température de surface serait supérieure à 266 K (−7,15 °C) pour un albédo nul. En raison de la masse élevée de la planète, elle possède probablement une atmosphère plus épaisse avec un effet de serre plus puissant. De plus, l'orbite de LHS 1140 b est plutôt excentrique. L'équipe des découvreurs a établi qu'une orbite circulaire est impossible en raison des forces de marées induites par l'étoile, et que l'excentricité de la planète est inférieure à 0,29, ceci avec un niveau de confiance de 90 %. Cette situation provoquerait d'importantes variations de température sur la planète au cours de sa révolution de vingt-quatre jours.

### Étoile hôte
LHS 1140 b orbite autour d'une naine rouge de gabarit très modeste, l'étoile LHS 1140. Elle ne présente que 0,146 fois la masse et 0,186 fois le rayon du Soleil, son type spectral est M4.5V. La température de LHS 1140 est de 3 131 K (2 857,85 °C), et sa luminosité est de 0,002 981 luminosité solaire. Elle a au moins 5 milliards d'années. À titre de comparaison, le Soleil a une masse solaire de 1 et un rayon de 1, une température de 5 778 K (5 504,85 °C) avec une luminosité solaire de 1, il a un âge de 4,5 milliards d'années, et son type spectral est G2V. Par ailleurs, LHS 1140 est une étoile de faible activité, sans effets d'éruption connus de l'équipe des découvreurs de la planète. Contrairement à la plupart des étoiles de sa taille, LHS 1140 a une faible activité et tourne sur elle-même en 130 jours,.

## Habitabilité
LHS 1140 b orbite près du bord extérieur de sa zone habitable, la région autour d'une étoile où les températures sont telles que l'eau liquide peut s'accumuler à la surface des planètes en orbite, à une pression atmosphérique suffisante. La température d'équilibre de LHS 1140 b est plutôt basse, à 230 K (−43,15 °C), un froid similaire à celui des régions polaires sur Terre. Cependant, il s'agit de la température calculée excluant l'impact que pourrait avoir l'existence d'une atmosphère épaisse. Avec un effet de serre semblable à la Terre, la température de surface serait d'environ 266 K (−7,15 °C), mais comme la planète est massive, l'effet de serre peut être encore plus élevé. À deux fois la gravité terrestre, LHS 1140 b aurait une température de surface confortable de 296 K (22,85 °C). De plus, l'étoile hôte est tellement peu active que l'érosion atmosphérique pourrait ne pas être très élevée, ce qui permettrait à la planète de rester à une température compatible avec la vie,.
Un défi important pour toute vie sur LHS 1140 b est d'exister sous une attraction gravitationnelle très élevée. La gravité à la surface est 3,25 fois celle de la Terre, ce qui est suffisamment élevé pour causer une perte de conscience chez certains humains. Les organismes à la surface de LHS 1140 b ne pourraient probablement pas développer de pattes, car pour marcher à la surface le mouvement de chaque patte nécessiterait trop d'énergie. Au lieu de cela, la vie peut évoluer vers des organismes sans pattes semblables aux limaces ou aux vers sur Terre.